# Rialp (gmina)
Rialp – gmina w Hiszpanii, w prowincji Lleida, w Katalonii, o powierzchni 62,81 km². W 2011 roku gmina liczyła 680 mieszkańców.